# Noel Flike
Noel Johan Ossian Flike, född 13 maj 1997 i Stockholm, är en svensk sångare. Han har sedan år 2015 varit en av gruppmedlemmarna i musikgruppen Hov1, en musikgrupp som efter sommaren 2025 kommer att lägga ner. Han har utöver sitt medlemskap i den tidigare nämnda musikgruppen, även haft ett samarbete med sångerskan Zara Larsson, och varit en del av hennes tidigare aktiva podcast.